# 雷古拉山脈
72°5′S 3°20′W / 72.083°S 3.333°W
雷古拉山脈（德語：Regulakette），是南極洲的山脈，位於毛德皇后地的瑪塔公主海岸，屬於阿爾曼嶺的一部分，由德國探險隊命名，現時由南極條約體系管理。